# Малопольща

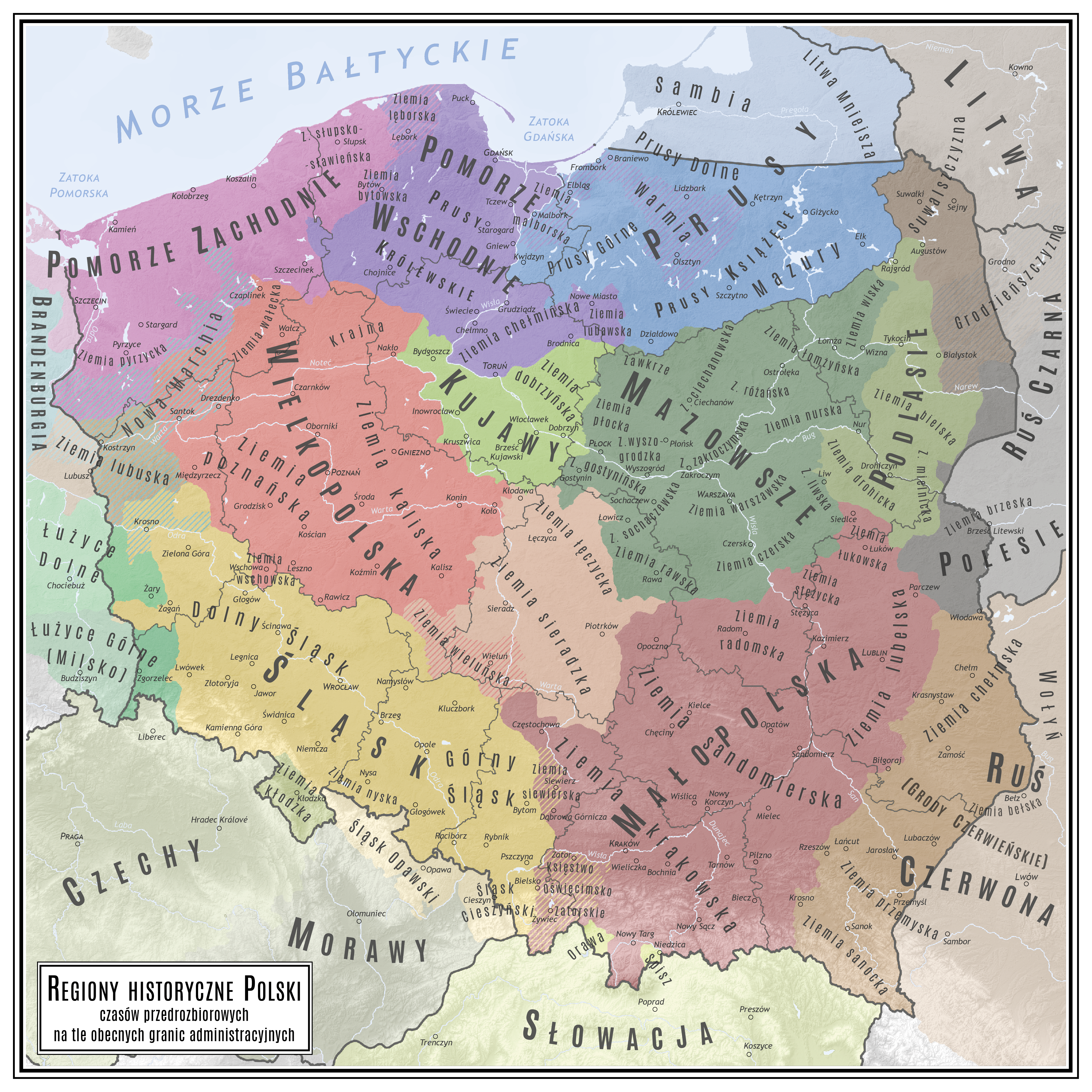
Малопольща та інші історичні землі Польщі на тлі сучасних адміністративних кордонів. До складу Малопольщі входить Краківська землі, Сандомирська землі та Люблінська землі.

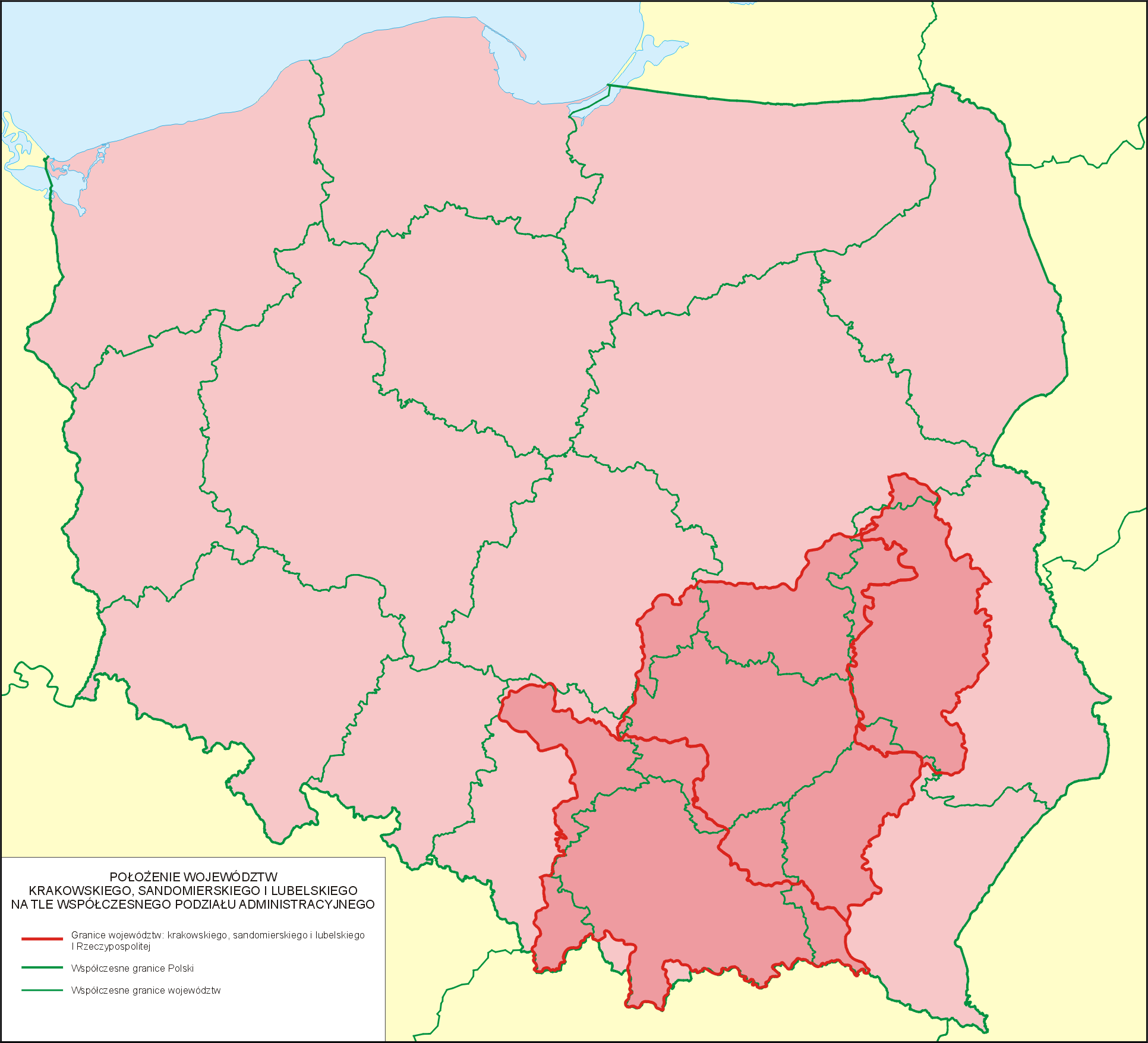
Малопольща (Краківська земла, Сандомирська земла та Люблінська земла) на мапі сучасної Польщі.

Малопо́льща, або Мала́ По́льща (лат. Polonia Minor, пол. Małopolska)  — польська історична область у верхній (південній) частині басейну Вісли. Термін вживався з 1493 р. на заміну первісних назв Краківська і Сандомирська землі (до того — Краківське і Сандомирське князівства, пізніше — однойменні воєводства та новоутворене Люблінське воєводство). Малопольща межувала: на заході — з Силезією, на півночі — з Мазовією, на сході — з Червоною Руссю, на півдні обмежувалась Карпатами.

## Вживання терміна для означення Галичини (Західна Україна)
У період 1918–1939 років, в часи існування Польської республіки та приєднання за договором «Пілсудський-Петлюра» Польщею більшої частини західної України (решта Західної України була окупована Румунією та Чехословаччиною) польське керівництво вживало для означення Галичини назву «Малопольща».

## Вживання терміна для означення регіонів східної Польщі

Малопольська провінція на карті Речі Посполитої (1619).

Велика Хорватія на середньому та верхньому Дністрі, в Закарпатті, на Сяні і вдовж гір до верхів'їв Одри, Лаби, Заале і Білої Ельстер процвітала певний час, позбувшись аварського впливу. Рух на південь лехітських племен, одне з яких — вісляни — вклинилося в хорватський масив у районі Кракова і розділило його на дві частини, призвів до поділу Великої Хорватії на дві частини.
У 9—10 століттях на теренах теперішньої Малопольщі проживало плем'я віслян із центром у Кракові. Наприкінці 10 століття Болеслав Хоробрий приєднав їх до Польської держави. Назва походить від латинського «Полоніа мінор» («мала» або «молода» Польща), що вживалась на відміну від «старої» Польщі — Великопольщі (Познанщина). Вживалася з кінця 15 століття щодо Краківського, Сандомирського і Люблінського воєводств.
Після Люблінської унії 1569 року й постання Речі Посполитої була утворена Малопольська провінція, до якої окрім Краківщини, Сандомирщини та Люблінщини (власне Малопольщі) увійшли усі українські руські землі Корони Польської — Белзьке, Брацлавське, Волинське, Київське, Підляське, Подільське, Руське та Чернігівське воєводства.
Внаслідок поділів Речі Посполитої 1772–1795 років Малопольща увійшла до складу австрійського краю Нова Галичина, що разом із західноукраїнськими землями були об'єднані 1803 року в новій адміністративній одиниці — Королівстві Галичини та Володимирії Австрійської імперії.
| Воєводство | Воєводство              | Центр    |
| ---------- | ----------------------- | -------- |
|            | Краківське воєводство   | Краків   |
|            | Сандомирське воєводство | Сандомир |
|            | Люблінське воєводство   | Люблін   |